# Nothura boraquira
Nothura boraquira е вид птица от семейство Тинамуви (Tinamidae).

## Разпространение
Видът е разпространен в Боливия, Бразилия и Парагвай.